# زانکت توما ام بلسن‌اشتاین
زانکت توما ام بلسن‌اشتاین (به آلمانی: Sankt Thomas am Blasenstein) یک منطقهٔ مسکونی در اتریش است که در ناحیه پرگ واقع شده‌است. زانکت توما ام بلسن‌اشتاین ۲۸٫۹۸ کیلومتر مربع مساحت دارد ۷۲۳ متر بالاتر از سطح دریا واقع شده‌است.